# Tang Jingsong

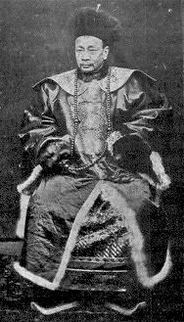
Tang Jingsong, um 1885

Tang Jingsong (chinesisch 唐景嵩 / 唐景崧, Pinyin Tang Jǐngsōng, W.-G. Tang Ching-sung) (* 1841; † 1903 in Guilin) war ein chinesischer General und Staatsmann. Er befehligte die chinesische Yunnan-Armee im Chinesisch-Französischen Krieg, wo er sich dadurch auszeichnete, Liu Yongfu und seine Armee die Schwarze Flaggen in Tonkin auf die chinesische Seite zu ziehen. Obwohl er letztlich scheiterte, zollten ihm viele seiner Landsleute Respekt für die fünfmonatige Belagerung von Tuyen Quang. Nach dem Krieg diente er als Gouverneur der chinesischen Provinz Taiwan und diente der nach der Abtretung Taiwans an Japan infolge des Ersten Chinesisch-Japanischen Krieges ausgerufenen, kurzlebigen Republik Formosa als Präsident.

## Chinesisch-Französischer Krieg
Tang spielte bereits in den feindseligen Auseinandersetzungen mit den Franzosen vor Ausbruch des Krieges eine wichtige Rolle. 1882 wurde er von der Qing-Administration nach Vietnam geschickt, um der vietnamesischen Regierung als Berater gegen das französische Vordringen in Tonkin zu dienen. 1883 schaffte er es, Liu Yongfu und seine Armee der Schwarzen Flagge für sich zu gewinnen und gegen die Franzosen zu schicken. Sie besiegten die Europäer in der Schlacht an der Papierbrücke, wo auch der französische Oberbefehlshaber Henri Rivière ums Leben kam. Allerdings sorgte diese Niederlage dafür, dass Frankreich weitere starke Verstärkungen nach Tonkin entsandte.
Im Dezember 1883 versuchte Tang, Liu und seine chinesisch-vietnamesischen Truppen gegen die Franzosen in der Son Tay-Kampagne zu unterstützen, scheiterte jedoch dabei. Im September 1884 führte Tang seine Yunnan-Armee den Roten Fluss hinab von Lao Yai zum französischen Außenposten Tuyen Quang. Als Dank für seine Unterstützung in der Son Tay-Kampagne wurde er von Liu Yongfu und seinen Truppen begleitet, die sich Tangs Kommando unterstellten.
Zwar scheiterte die Belagerung von Tuyen Quang letztendlich, doch aufgrund seiner intelligenten Truppenführung und der lange aufrechterhaltenen Belagerung erntete Tang viel Lob von seinen chinesischen Zeitgenossen für diese Operation. Auch viele Offiziere des französischen Tonkin-Expeditionskorps zollten ihm Respekt.

## Taiwan und die Republik Formosa
1894 trat Tang die Nachfolge von Shao You-lien als Gouverneur von Taiwan an. Bereits kurz nach seinem Amtsantritt lud er Liu Yongfu auf die Insel und übertrug ihm das Kommando über den südlichen Militärbezirk.
Als Folge der chinesischen Niederlage im Ersten Japanisch-Chinesischen Krieg und des Vertrags von Shimonoseki wurde Taiwan im April 1895 an Japan abgetreten. Während viele Mitglieder der Qing-Administration auf das Festland zurückkehrten, beschloss eine kleine Gruppe um Tang sich der japanischen Besetzung zu widersetzen und rief die unabhängige Republik Formosa aus. Am 25. Mai 1895 wurde Tang als erster Präsident der Republik vereidigt. Die wenigen einheimischen Truppen konnten jedoch nichts gegen die unmittelbar folgende japanische Invasion ausrichten. So landeten die Japaner bereits am 29. Mai im Norden der Insel und eroberten am 3. Juni Keelung. Als die Niederlage in der Hauptstadt Taipei bekannt wurde, löste die Regierung sich großteils auf und versuchte auf das Festland zu fliehen. Am 9. Juni bestieg Tang ein Dampfschiff, welches ihn nach China zurückbrachte.
Nach der Flucht eines großteils der Regierung versuchte Liu Yongfu den Widerstand der einheimischen Truppen wieder zu koordinieren, was ihm jedoch nicht gelang. Mit der japanischen Eroberung von Tainan am 21. Oktober brach die Republik endgültig zusammen und auch Liu floh auf das Festland.